# Chrysopa annotaria
Chrysopa annotaria is een insect uit de familie van de gaasvliegen (Chrysopidae), die tot de orde netvleugeligen (Neuroptera) behoort. 
Chrysopa annotaria is voor het eerst wetenschappelijk beschreven door Nathan Banks in 1946.